# Bukowsko
Bukowsko is een plaats in het Poolse district  Sanocki, woiwodschap Subkarpaten. De plaats maakt deel uit van de gemeente Bukowsko en telt 1700 inwoners.